# Darío Cvitanich
Darío Cvitanich (ur. 16 maja 1984 w Baradero w prowincji Buenos Aires) – argentyński piłkarz chorwackiego pochodzenia występujący na pozycji napastnika. 

## Kariera klubowa
Darío Cvitanich zawodową karierę rozpoczął w 2003 roku w klubie Banfield z Buenos Aires. W jego barwach zadebiutował 20 października w przegranym 1:3 spotkaniu przeciwko Olimpo Bahía Blanca. 27 kwietnia 2007 w zwycięskim 4:0 pojedynku z Newell’s Old Boys argentyński napastnik zdobył swojego pierwszego hat-tricka w karierze. Razem z zespołem Cvitanich w 2004 zwyciężył w rozgrywkach Copa Sudamericana, a rok później dotarł do ćwierćfinału Copa Libertadores. W późniejszym czasie urodzony w Argentynie zawodnik z trzynastoma trafieniami na koncie został najlepszym strzelcem sezonu zamknięcia w 2008.
Dobra forma sprawiła, że Cvitanich w letnim okienku transferowym podpisał kontrakt z Ajaksem Amsterdam. Na mocy umowy w holenderskiej drużynie miał zarabiać 700 tysięcy euro za sezon. Dwie pierwsze bramki dla nowego klubu Cvitanich strzelił w wygranym 7:0 sparingu z amatorskim zespołem Germanicus. W Eredivisie Argentyńczyk zadebiutował 30 sierpnia w przegranym 1:2 meczu z Willem II. Pierwszego gola dla Ajaksu zdobył 12 grudnia w wygranym 3:0 spotkaniu z NAC Breda, 21 grudnia uzyskał dwa trafienia w zwycięskim 6:0 pojedynku przeciwko De Graafschap, a 28 grudnia strzelił hat-tricka w wygranym 3:0 meczu z ADO Den Haag. 13 września 2009 Cvitanich zdobył hat-tricka w zwycięskim 6:0 spotkaniu przeciwko NAC Breda.
1 stycznia 2010 Cvitanich został wypożyczony na rok do meksykańskiego klubu CF Pachuca. Rok później natomiast Ajax wypożyczył go do argentyńskiego klubu Boca Juniors.
25 lipca 2012 podpisał kontrakt z OGC Nice. Łącznie w 69 występach dla tej drużyny zdobył 30 bramek.
| Sezon   | Klub                | Kraj      | Rozgrywki        | Mecze | Bramki | Rozgrywki Europy | Mecze | Bramki |
| ------- | ------------------- | --------- | ---------------- | ----- | ------ | ---------------- | ----- | ------ |
| 2003/04 | Banfield            | Argentyna | Primera División | 4     | 0      | –                | –     | –      |
| 2004/05 | Banfield            | Argentyna | Primera División | 12    | 3      | –                | –     | –      |
| 2005/06 | Banfield            | Argentyna | Primera División | 21    | 5      | –                | –     | –      |
| 2006/07 | Banfield            | Argentyna | Primera División | 25    | 10     | –                | –     | –      |
| 2007/08 | Banfield            | Argentyna | Primera División | 30    | 19     | –                | –     | –      |
| 2008/09 | AFC Ajax            | Holandia  | Eredivisie       | 18    | 9      | Liga Europy UEFA | 4     | 0      |
| 2009/10 | AFC Ajax            | Holandia  | Eredivisie       | 6     | 4      | Liga Europy UEFA | 3     | 0      |
| 2009/10 | CF Pachuca (wyp.)   | Meksyk    | Primera División | 13    | 4      | –                | –     | –      |
| 2010/11 | CF Pachuca (wyp.)   | Meksyk    | Primera División | 14    | 8      | –                | –     | –      |
| 2010/11 | AFC Ajax            | Holandia  | Eredivisie       | 6     | 0      | Liga Europy UEFA | 1     | 0      |
| 2011/12 | Boca Juniors (wyp.) | Argentyna | Primera División | 27    | 9      | –                | –     | –      |
| 2012/13 | OGC Nice            | Francja   | Ligue 1          | 29    | 19     | –                | –     | –      |
| 2013/14 | OGC Nice            | Francja   | Ligue 1          | 31    | 8      | Liga Europy UEFA | 2     | 1      |
| 2014/15 | OGC Nice            | Francja   | Ligue 1          | 8     | 3      | –                | –     | –      |

## Kariera reprezentacyjna
Cvitanich urodził się w Argentynie i tam rozpoczynał piłkarską karierę. Ze względu na pochodzenie swoich przodków, sam zawodnik wyrażał również chęć gry dla reprezentacji Chorwacji, gdyż jego zdaniem widział więcej szans na debiut w tych barwach, aniżeli w składzie „Albicelestes”.